# Wyższe Seminarium Duchowne Towarzystwa Salezjańskiego w Łodzi
Wyższe Seminarium Duchowne Towarzystwa Salezjańskiego w Łodzi – nieistniejące już seminarium duchowne Inspektorii Warszawskiej, przygotowujące salezjanów-kleryków do przyszłej pracy kapłańskiej.
W związku z reorganizacją procesu formacji, kształcenie salezjanów w łódzkim seminarium zakończyło się w 2008. Studentat filozoficzny przeniesiono do Lądu nad Wartą, a wspólnotę studentów teologii - do Krakowa.